# Fay-aux-Loges
Fay-aux-Loges is een gemeente in het Franse departement Loiret (regio Centre-Val de Loire). De plaats maakt deel uit van het arrondissement Orléans. Fay-aux-Loges telde op 1 januari 2022 3.846 inwoners.

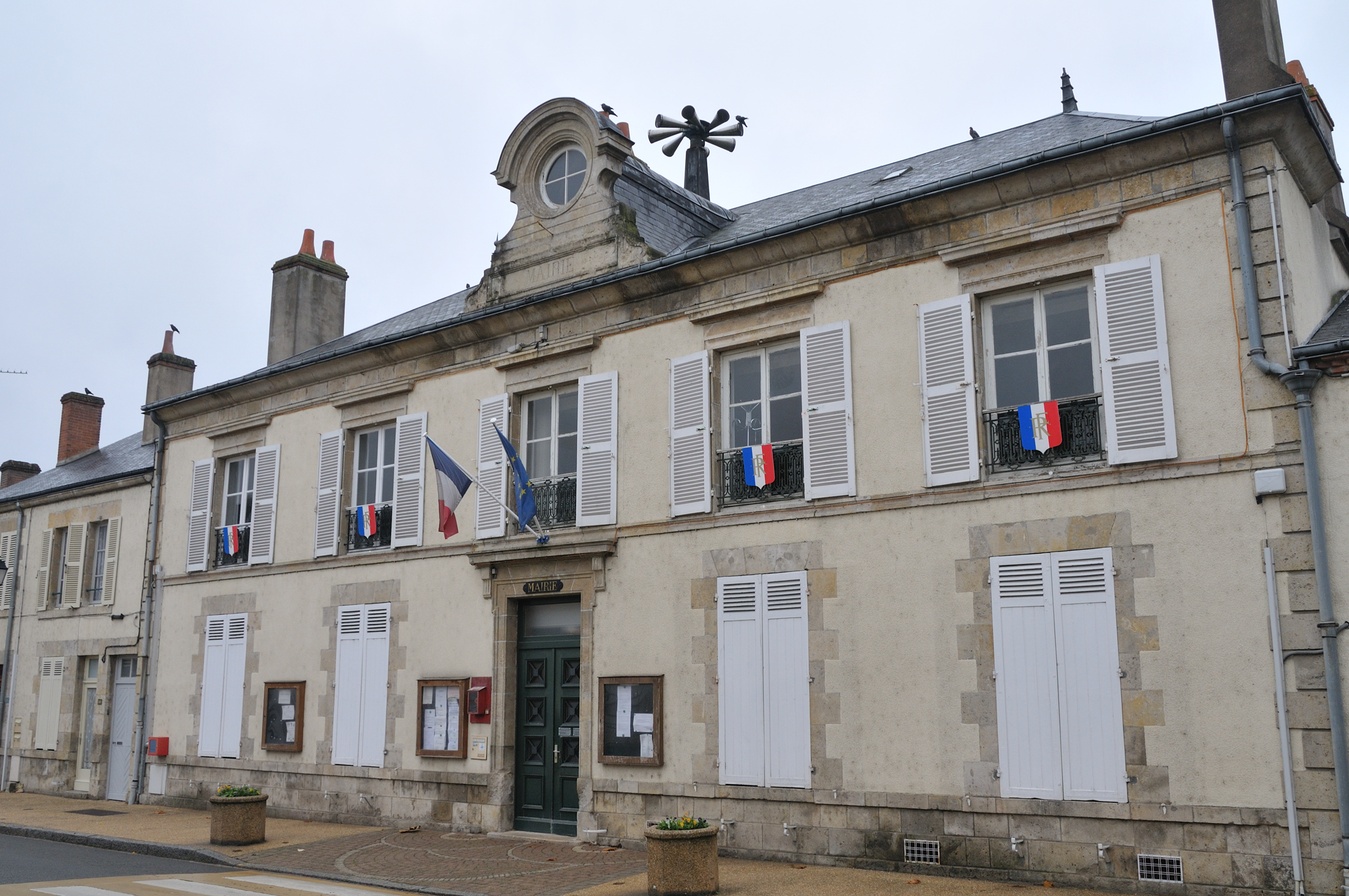
Gemeentehuis van Fay-aux-Loges

## Geografie
De oppervlakte van Fay-aux-Loges bedroeg op 1 januari 2022 26,48 vierkante kilometer; de bevolkingsdichtheid was toen 145,2 inwoners per km².

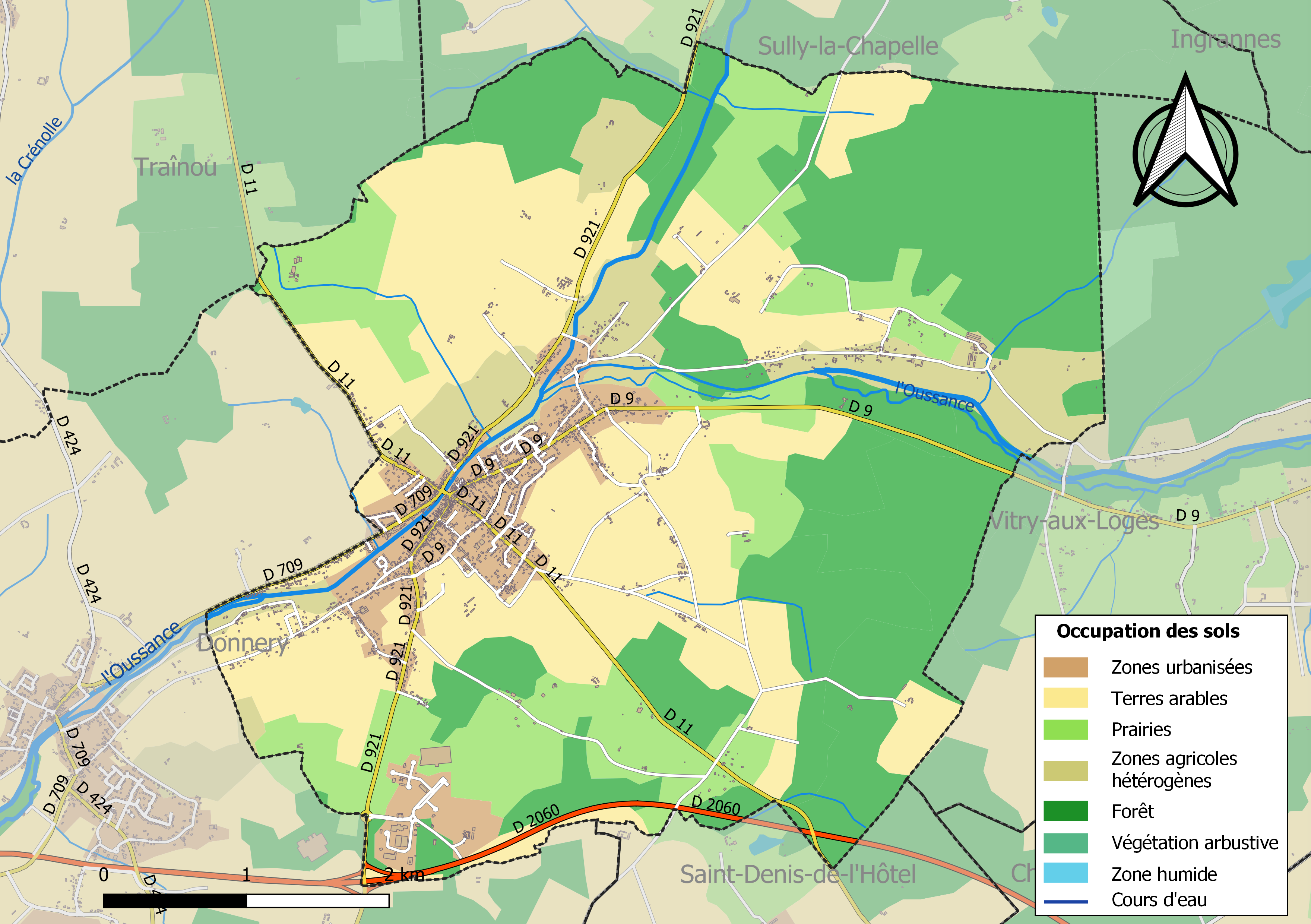
Kaart van de gemeente met de belangrijkste infrastructuur, bodemgebruik en omliggende gemeenten

## Demografie
Onderstaande figuur toont het verloop van het inwonertal (bron: INSEE-tellingen).